# مدرسه سنگی
مدرسه سنگی یا تاش مدرسه (ترکی استانبولی: Taşmedrese) یک مجموعه مذهبی قرن سیزدهم در آق‌شهر، استان قونیه ترکیه است. این مجموعه توسط صاحب آتا، وزیر سلجوقیان روم و به دستور وی ساخته شد. همان‌طور که از نام آن پیداست، این مدرسه در اصل یک مدرسه مذهبی است که در سال ۱۲۵۰ ساخته شده‌است.